# Теюшу (Олт)
Теюшу (рум. Teiușu) — село у повіті Олт в Румунії. Входить до складу комуни Бребень.
Село розташоване на відстані 132 км на захід від Бухареста, 11 км на південний схід від Слатіни, 49 км на схід від Крайови.

## Населення
За даними перепису населення 2002 року у селі проживали 1308 осіб, усі — румуни. Усі жителі села рідною мовою назвали румунську.